# مثل یک باکره
مثل یک باکره (به انگلیسی: Like a Virgin) یک آلبوم از هنرمند اهل ایالات متحده آمریکا مدونا است که در سال ۱۹۸۴ میلادی منتشر شد.